# Nanjing Olympic Sports Center Gymnasium
Nanjing Olympic Sports Center Gymnasium (chineză:南京奥林匹克体育中心体育馆) este o arenă acoperită Nanjing, China. Arena este utilizată în principal pentru sporturi de interior, cum sunt baschet și patinaj. Are o capacitate de 13.000 de locuri și a fost deschisă în 2005. Aceasta este situată în apropiere de Nanjing Olympic Sports Center.